# Matthias Benoni Hering

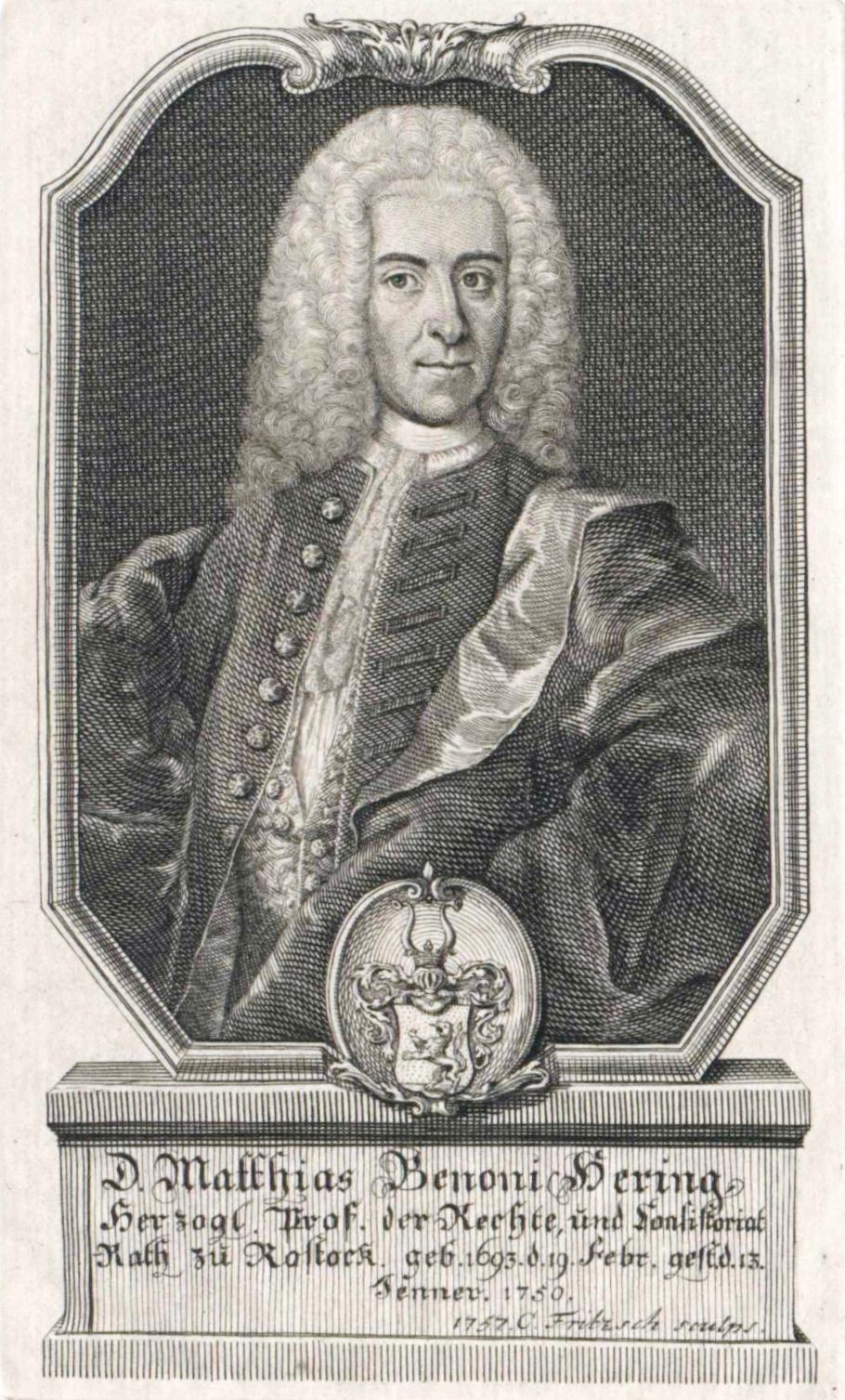
Matthias Benoni Hering, Stich von Christian Fritzsch (1757)

Matthias Benoni Hering (* 19. Februar 1693 in Zwilipp bei Kolberg; † 13. Januar 1750 in Rostock) war ein deutscher Professor der Rechte.

## Leben
Matthias Benoni war ein Sohn des evangelischen Pfarrers Matthias Hering in Zwilipp. Er besuchte bis 1713 das Lyzeum in Kolberg und studierte bis 1720 am Gymnasium zu Danzig Theologie, Philosophie und Philologie. Dann ging er an die Universität Rostock und wandte sich ab 1723 der Jurisprudenz zu. 1728 bestand er sein Examen, und am 10. November 1730 wurde Hering in Rostock zum Doktor der Rechte promoviert. Er wirkte anschließend in Rostock als Privatdozent und Advokat. 
Im Juli 1733 wurde er als Nachfolger von Johann Joachim Schöpffer zum Professor ernannt. Einen Monat später heiratete er Sophie Judith Schweder. Beide richteten 1749 mit 1000 Talern das Hering-Schwedersche Stipendium für Studierende ein. Nachdem dieser 1743 zum Konsistorialrat ernannt wurde, ist Hering zudem zum Provisor am Kloster zum Heiligen Kreuz in Rostock ernannt worden.
Hering wurde in den Sommersemestern 1737, 1743 und 1746 zum Rektor der Universität Rostock gewählt.